# Vassili Golovanov
Pour les articles homonymes, voir Golovanov.
Vassili Iaroslavovitch Golovanov (en russe : Василий Ярославович Голованов), né le 23 décembre 1960 à Moscou en URSS et mort le 13 avril 2021
, est un journaliste, voyageur et écrivain soviétique puis russe.

## Biographie
Vassili Golovanov est le fils de Iaroslav Golovanov, journaliste et vulgarisateur scientifique russe.

## Publications

### Éloge des voyages insensés
- Éloge des voyages insensés ou L'Île, traduit du russe par Hélène Châtelain, éditions Verdier, collection « Slovo », 2008, 508 p.   (ISBN 978-2-86432-443-0), traduction récompensée par le prix Russophonie 2009

Éloge des voyages insensés ou L'Île s'apparente à un carnet de voyage en quelque sorte, qui retrace ses expériences, chez un peuple de Sibérie notamment. L'Île polaire de Kolgouïev nous est présentée. L'écriture est simple, naturelle, fluide, sans artifices. Le carnet brosse le portrait d'un peuple, les Nénètses, victimes directes de la chute du communisme, plus exactement de la chute du système économique mis en place par l'État, qui intégrait l'élevage des rennes et leur donnait des revenus.

« Depuis l'effondrement du communisme et la chute du Mur de Berlin, nous n'avons plus d'ailleurs. C'est cet ailleurs, sans lequel aucune création n'est possible, que nous cherchons. »

— Vassili Golovanov

### Espaces et Labyrinthes
- Espaces et Labyrinthes, traduit du russe par Hélène Châtelain, éditions Verdier, collection « Slovo », 2013, 505 p.    (ISBN 978-2-86432-662-5)

Espaces et Labyrinthes est une collection d'essais mêlant souvenirs personnels et recherches sur des lieux et personnages littéraires ou historiques. C'est ainsi que Vassili Golovanov nous emmène à la source de la Volga, nous dévoile Velimir Khlebnikov, nous invite à comprendre Mikhaïl Bakounine et part à la rencontre de Touva en Mongolie pour finalement achever un dernier essai sur Tchevengour.

### Le livre de la Caspienne: Azerbaïdjan
- Le livre de la Caspienne: Azerbaïdjan, traduit du russe par Catherine Perrel, éditions Verdier, collection « Slovo », 2023, 256 p.   (ISBN 978-2-37856-069-0)

Se plongeant dans l’histoire, l’islam et le soufisme, le bouddhisme et le zoroastrisme, bousculant les clichés, l'auteur parcourt les montagnes, les steppes ou les déserts, glisse parmi les lotus du delta de la Volga, escalade des volcans de boue, fuit les quartiers pour nouveaux riches, passe de la lumière de la plus haute poésie à l’ombre des dérives mafieuses, du terrorisme et des guerres qui n’en finissent jamais.
Pendant des années, il voyage, lit, rêve, fait des rencontres. Tout sans cesse le ramène à cette mer où jadis s’arrêtait le monde.